# Fischvergiftung
Fischvergiftung ist eine Lebensmittelvergiftung, die durch verschiedene Toxine hervorgerufen werden kann, zum Beispiel durch Histamin, Azaspiracid, Botulinumtoxin und Okadasäure.
Bestimmte Toxine kommen auch oder ausschließlich bei Muschelvergiftungen vor und können über den Umweg über muschelfressende Tiere wie Fische und Krebse auch zur Fischvergiftung führen.
Die Ursache der Ciguatera, einer speziellen Form der Fischvergiftung, liegt in einem von einer Meeresalge (Dinoflagellaten) gebildeten Nervengift, das über die Nahrungskette in die Fische gelangt, bei diesen jedoch nicht wirkt. Ein Gegengift existiert nicht.
Tetrodotoxin oder Fugu-Gift (Gift des Igel- oder Kugelfischs) gilt als eines der wirksamsten bekannten Gifte und kommt in verschiedenen Lebewesen vor, unter anderem auch in Blaugeringelten Kraken.

## Histamin-Vergiftung

### Sekundäre Kontamination
Fischkonserven sind üblicherweise fast keimfrei.
Werden eiweißhaltige Lebensmittel jedoch nach dem Öffnen der Verpackung etwa mit Enterobacteriaceae kontaminiert, so bilden die Bakterien Amine.
In verdorbenem Thunfisch werden öfter Enterobacter aerogenes angetroffen, die bei ungekühlter Lagerung innerhalb eines Tages eine ausreichende Menge Histamin produzieren, um nach dem Verzehr eine Histaminvergiftung mit typischen Symptomen wie Kopf- und Bauchschmerzen, Erbrechen, Kreislaufprobleme, Juckreiz und Rötung der Haut zu verursachen.

### Scombroid-Vergiftung
Die in der Regel gutartig verlaufende Scombroid-Vergiftung ist nach den Makrelenartigen (Scombroidae) benannt, deren eher dunkles Fleisch gewisse Mengen Histidin enthält, welches durch Decarboxylase in Histamin umgesetzt wird. Das Enzym Decarboxylase wird von gramnegativen Bakterien wie Proteus und Escherichia coli erzeugt. Die Vermehrung der Bakterien findet insbesondere bei Temperaturen ab 16 °C statt.
Ursache der Vergiftung ist häufig der Verzehr von Tunfisch, Makrelen, Goldmakrelen, Sardinen, Anchovis, Heringen, Blaubarsch, (Japanischer) Seriola und Speerfischen.

### Lebensmittelsicherheit
Ein erhöhter Histamingehalt ist geschmacklich nicht feststellbar. Histamin wird durch Kochen und Einfrieren nicht reduziert. Der Fisch wird nicht als verdorben wahrgenommen. Vorsorge ist alleine durch eine durchgehende Kühlung des Fischs möglich.
Nach dem Recht der EU gelten für Lebensmittelunternehmer, die Fischereierzeugnisse aus Fischarten herstellen, verarbeiten oder in Verkehr bringen, bei denen ein hoher Gehalt an Histamin vorkommt, besondere Anforderungen an ihre Hygienemaßnahmen zur Sicherstellung akzeptabler Erzeugnisse. Als Lebensmittelsicherheitskriterium und zugleich Grenzwert für die Verkehrsfähigkeit des Lebensmittels ist dabei ein Messwert von höchstens 200 mg Histamin/kg Fischfleisch bestimmt, der während der gesamten angegebenen Haltbarkeitsdauer bzw. zu erwartenden Zeit bis zum Verzehr zu gewährleisten ist. Für Fischereierzeugnisse, die einer enzymatischen Reifung in Salzlösung unterzogen wurden (z. B. Anchosen, Matjes), und für durch Fermentierung hergestellte Fischsoße gilt der höhere Grenzwert von 400 mg/kg. Als mikrobiologisch bedenklich sind beispielhaft Arten der Fischfamilien Scombridae, Clupeidae, Engraulidae, Coryfenidae (Coryphaenidae), Pomatomidae und Scombraesosidae (vermutlich gemeint: Scomberesocidae) aufgeführt.
Wer solche Lebensmittel dennoch herstellt oder in Verkehr bringt, macht sich in Deutschland auch bei Fahrlässigkeit und ohne konkret nachweisbare Vergiftungs- oder Verletzungsfolgen strafbar. Die EU-Grenzwerte und die Wertung als Straftat entsprechen denen der deutschen Fischhygiene-Verordnung von 1994 und der bis 2007 gültigen von 2000, die Liste der Fischarten änderte sich jedoch.

### Symptome und ihre Behandlung
Die Reaktion ähnelt einer akuten allergischen Reaktion und kann je nach betroffener Person sehr unterschiedlich ausfallen. Innerhalb kurzer Zeit kann sich ein Brennen der Lippen bemerkbar machen. Innerhalb von bis zu drei Stunden tritt fast immer eine Hautrötung ein. Auch kommt es häufig zu Kopfschmerzen, Übelkeit, Durchfall, Magenkrämpfen sowie Nesselsucht oder Angioödemen, die bis zu zwei Tagen andauern. In schlimmen Fällen kann Atemnot, eine Schwellung der Zunge sowie eine Beeinträchtigung des Sehens auftreten.
Zur Behandlung können wie bei anderen Nahrungsmittelunverträglichkeiten Antihistaminika (H1 und H2 Rezeptorblocker) und in schlimmeren Fällen Epinephrin eingenommen werden.